# Jean-Pierre van Zyl
Pour les articles homonymes, voir van Zyl.
Jean-Pierre van Zyl (né le 15 août 1975 à Potchefstroom) est un coureur cycliste sud-africain.

## Biographie
Spécialiste de la piste, il est vice-champion du monde en 1997 du keirin et médaillé de bronze aux Championnats du monde 2003 du scratch. 
Avant ses succès mondiaux, Jean-Pierre van Zyl a pris part aux Jeux olympiques d'été de 1996 où il s'est classé cinquième du kilomètre.

## Palmarès sur piste

### Championnats du monde
- Perth 1997
  -  Médaillé d'argent du keirin

- Stuttgart 2003
  -  Médaillé de bronze du scratch

### Coupe du monde
- 2002
  - 2e de la course aux points à Sydney
- 2003
  - 3e du scratch au Cap